# De utraque verborum ac rerum copia
De utraque verborum ac rerum copia é um livro de retórica escrito pelo humanista holandês Erasmo de Roterdã e publicado pela primeira vez em 1512. Foi um best-seller amplamente utilizado para ensinar a reescrever textos preexistentes e como incorporá-los em uma nova composição. Erasmo instruiu sistematicamente sobre como embelezar, ampliar e dar variedade à fala e à escrita.

## Produção e publicação
A primeira edição oficial de De Copia, intitulada De duplici copia rerum ac verborum commentarii duo, foi publicada por Josse Bade em Paris em 1512 e ajudou a estabelecer Erasmo como um importante estudioso humanista. Erasmus começou a conceituar o trabalho muito antes, na década de 1490, durante uma época em que a criação de manuais de estilo para meninos de escola era considerada uma vocação nobre. Acredita-se amplamente que Erasmus deixou uma cópia de trabalho do manuscrito para trás depois de uma viagem à Itália (1506-1509) e, ao ouvir que uma versão não autorizada estava por vir, rapidamente produziu uma versão para frustrar o esforço. Embora relutasse em publicar o trabalho às pressas, Erasmus esperava evitar ser associado ao que chamou de "um texto completamente ruim" e, finalmente, produziu "o menor mal dos dois". A primeira versão preliminar do texto que foi deixado para trás na Itália é escrita como um diálogo entre dois estudantes e é intitulada Brevis de Copia Praeceptio; acabou sendo impresso em 1519 como um apêndice das Formulae.
Erasmus não sentiu que seu trabalho estava totalmente completo com a edição de 1512 de De Copia e continuou atualizando o trabalho ao longo de sua vida. O conceito geral e a estrutura da obra permaneceram os mesmos ao longo do tempo, mesmo quando Erasmo alterou e ampliou o texto. As edições subsequentes autorizadas de De Copia foram publicadas em dezembro de 1514 (em um volume que também incluía as Parábolas), abril de 1517, maio de 1526 e agosto de 1534.

## Conteúdo
O Livro 1 de De Copia contém os pensamentos de Erasmo sobre a abundância de expressão e está dividido em 206 capítulos curtos ou seções. Os capítulos iniciais tratam de comentários gerais sobre cópia, suas vantagens e sua importância. Os capítulos 11 a 32 detalham vinte métodos/variedades de expressão, enquanto os capítulos restantes fornecem outros exemplos de variedade de expressão. O Livro 2 trata da abundância de assuntos que Erasmus diz, “envolve a montagem, explicação e ampliação de argumentos pelo uso de exemplos, comparações, semelhanças, diferenças, opostos e outros procedimentos semelhantes que tratarei em detalhes no capítulo apropriado. lugar".
Livro I:
Capítulos 1–12 Uma discussão sobre a natureza geral e o valor do estilo abundante
Capítulos 13 – 33 Uma análise dos principais tropos na literatura clássica: sinédoque, equivalência, alegoria, etc. O capítulo 33 é uma famosa demonstração de variedade, onde Erasmo ilustra 195 variações da frase "Sua carta me encantou muito". (Latim: Tuae litterae me magnopere delectarunt.)
Capítulos 34–94 Apresenta variações de formas gramaticais e sintáticas
Capítulos 94 – 206 Operam como um dicionário de sinônimos, embora a organização seja aleatória, não alfabética
Livro II: Abundância de Assunto Não está dividido em capítulos, mas aborda 11 métodos separados de uso de assuntos abundantes. Aqui Erasmo usa uma abordagem mais dialética e normalmente dá algumas linhas de teoria seguidas de muitas ilustrações de fontes clássicas.

## Temas e ideias
O propósito de Erasmus era contribuir para a erudição existente sobre estilo. Para esse fim, ele apresentou em De Copia que o estilo deve ser abundante para ser eficaz, e que a abundância consiste em dois elementos principais: variedade de expressão e variedade de assuntos. A variedade, diz ele, “é tão poderosa em todas as esferas que não há absolutamente nada, por mais brilhante que seja, que não seja ofuscado se não for elogiado pela variedade”.
Escrito como um manual de retórica e um tratado contra o que Erasmo acreditava ser a “falsa cópia” da época, inspirada por uma admiração avassaladora pelos textos de Cícero, De Copia opera em múltiplas esferas retóricas, para múltiplos propósitos: principalmente como guia de estilo para estudantes e como exemplo do virtuosismo retórico de Erasmo.

## Recepção
Embora concebido como um livro didático universitário, De Copia teve um apelo muito mais amplo. O livro foi imensamente popular na Inglaterra e na Europa, pelo menos 85 edições do livro foram impressas durante a vida de Erasmo, e inúmeras outras depois disso. Erasmus fez três revisões separadas no texto original, acrescentando capítulos a cada vez. A edição original de 1512 continha 153 capítulos, que aumentaram para 206 na versão final que Erasmo completou antes de sua morte.